# Филарет (Рукавишников)
Филарет Рукавишников (ум. 1764) — архимандрит Нижегородского Печерского монастыря Нижегородской епархии Русской православной церкви.

## Биография
Сын посадского человека в городе Ярославле.
Сначала был раскольником, но потом, присоединившись к православию, постригся в 1706 году в монашество с именем Филарета и жил в Переяславском Никольском монастыре; в 1714 году рукоположён в иеромонаха и в 1719 году перемещён в Белбажский монастырь, где занимал должность келаря.
В то же время Филарет состоял и при нижегородском епископе Питириме «для раскольнических дел»; в собеседованиях с раскольниками он имел большой успех и пользовался в этом отношении большою известностью. В 1721 году Священный синод вызвал его в Санкт-Петербург для постоянных собеседований и увещаний раскольников, но преосвященный Питирим не отпустил его, доложив Священному синоду, что Филарет гораздо нужнее в Керженце, чем в Петербурге.
В начале 1722 года отец Филарет назначен был помощником судьи Приказа церковных дел в Москве, а в 1729 году произведён в сан архимандрита Нижегородского Печерского монастыря. В 1734 году он на время был отставлен от должности за то, что допускал к пострижению в монашество неграмотных вотчинных крестьян, но затем прощён и снова управлял монастырём до 1753 года, когда был уволен на покой.
Филарет (Рукавишников) умер в 1764 году.